# Comuna Feliceni, Harghita
Feliceni este o comună în județul Harghita, Transilvania, România, formată din satele Alexandrița, Arvățeni, Cireșeni, Feliceni (reședința), Forțeni, Hoghia, Oțeni, Polonița, Tăureni, Teleac și Văleni.

## Demografie
Componența etnică a comunei Feliceni
     Maghiari (87,88%)
     Români (3,25%)
     Alte etnii (0,09%)
     Necunoscută (8,79%)
Componența confesională a comunei Feliceni
     Reformați (52,03%)
     Romano-catolici (29,5%)
     Unitarieni (4,15%)
     Martori ai lui Iehova (1,68%)
     Alte religii (3,05%)
     Necunoscută (9,6%)
Conform recensământului efectuat în 2021, populația comunei Feliceni se ridică la 3.448 de locuitori, în creștere față de recensământul anterior din 2011, când fuseseră înregistrați 3.297 de locuitori. Majoritatea locuitorilor sunt maghiari (87,88%), cu o minoritate de români (3,25%), iar pentru 8,79% nu se cunoaște apartenența etnică. Din punct de vedere confesional, majoritatea locuitorilor sunt reformați (52,03%), cu minorități de romano-catolici (29,5%), unitarieni (4,15%), martori ai lui Iehova (1,68%) și altele (1,1%), iar pentru 9,6% nu se cunoaște apartenența confesională.

## Politică și administrație
Comuna Feliceni este administrată de un primar și un consiliu local compus din 13 consilieri. Primarul, Levente Zsombori[*], de la Uniunea Democrată Maghiară din România, este în funcție din octombrie 2020. Începând cu alegerile locale din 2024, consiliul local are următoarea componență pe partide politice:
|  | Partid                                 | Consilieri | Componența Consiliului | Componența Consiliului | Componența Consiliului | Componența Consiliului | Componența Consiliului | Componența Consiliului | Componența Consiliului | Componența Consiliului | Componența Consiliului |
|  | -------------------------------------- | ---------- | ---------------------- | ---------------------- | ---------------------- | ---------------------- | ---------------------- | ---------------------- | ---------------------- | ---------------------- | ---------------------- |
|  | Uniunea Democrată Maghiară din România | 9          |                        |                        |                        |                        |                        |                        |                        |                        |                        |
|  | Alianța Maghiară din Transilvania      | 4          |                        |                        |                        |                        |                        |                        |                        |                        |                        |

## Vezi și
- Biserica reformată din Forțeni
- Biserica reformată din Feliceni
- Biserica reformată din Văleni, Harghita
- Biserica reformată din Tăureni
- Biserica reformată din Teleac
- Biserica romano-catolică din Polonița
- Râul Târnava Mare între Odorheiu Secuiesc și Vânători (sit de importanță comunitară)
- Porumbeni (sit de importanță comunitară inclus în rețeaua europeană Natura 2000 în România).